# Isle of Jura (Whiskybrennerei)

Isle of Jura Superstition

Isle of Jura ist eine Whiskybrennerei auf der Insel Jura, Schottland, Großbritannien, ansässig in Craighouse, dem größten Ort des dünn besiedelten Eilands.

## Geschichte
Die heutige Destillerie wurde 1963 nach fünfjähriger Bauzeit fertiggestellt. Der Betrieb einer Destillerie am gleichen Ort ist allerdings schon spätestens seit 1810 nachgewiesen, der damalige Besitzer war Archibald Campbell. Die Ursprünge des Whiskys auf Jura reichen dagegen wohl bis an den Anfang des 17. Jahrhunderts zurück. Als Betreiber ab 1875 werden John Ferguson und dessen Söhne genannt, unter deren Führung die Gebäude 1884 eine Restaurierung erfuhren. Als die Fergusons allerdings Anfang des 20. Jahrhunderts ihre Pacht nicht mehr zahlen konnten, wurde der Betrieb eingestellt. Erst 1958 fanden sich zwei Einheimische, Robin Fletcher und Tony Riley-Smith, dem Eigentümer des Ardfin Estate, die mit finanzieller Unterstützung von Mackinlay MacPherson (Scottish Brewers) den Ingenieur und Architekten William Delmé Evans beauftragten, eine gänzlich neue Destillerie zu bauen. Damit wollten sie der Knappheit an Arbeitsplätzen auf der Insel entgegenwirken, was ihnen aber kaum gelungen ist.
1985 wurde Isle of Jura von Invergordon Destillers aufgekauft und kam bei deren Übernahme zu Whyte & Mackay. Diese wiederum wurde zunächst von JBB (Greater Europe) übernommen und schließlich an das Management zurückverkauft (Management-Buy-out), weshalb die Brennerei zur daraus hervorgegangenen Firma Kyndal gehört. Diese wurde 2004 wieder in Whyte & Mackay umbenannt und 2007 erwarb United Spirits Limited (United Breweries Group) die Firma, welche sie 2014 für 430 Millionen £ an Emperador International Ltd. verkauften.
Im Gegensatz zu den anderen ehemaligen Invergordon-Destillerien (Bruichladdich, Tamnavulin, Tullibardine) blieb die Isle of Jura von der Schließung Mitte der 1990er Jahre verschont. In der Isle-of-Jura-Brennerei arbeiten heute zwölf Angestellte. Auf dem Gelände befindet sich außerdem ein Besucherzentrum.

## Produktion
Das Wasser der Brennerei stammt aus der Quelle Bhaille Mharghaidh.
Die Brennerei verfügt über einen Maischbottich (mash tun) (5 t) und sechs Gärbottiche (wash backs) (je 49.000 l) aus Edelstahl. Destilliert wird in insgesamt vier Brennblasen, zwei Grobbrandblasen (wash stills) (je 25.000 l) und zwei Feinbrandblasen (spirit stills) (je 22.000 l).

## Abfüllungen
Im Gegensatz zu dem bis ca. 1900 hergestellten sehr stark getorften Malt enthält der heutige Isle of Jura kaum noch Torf. Es gibt ihn als Originalabfüllungen als 10-, 16-, 21- und 27 („Stillman’s dram“)-Jährigen. Daneben ist er erhältlich als Legacy und Superstition ohne Altersangabe.
Neben den Originalabfüllungen gibt es auch mehrere unabhängige Abfüllungen des Jura, unter anderem von Cadenhead und Signatory.